# Northchurch
Northchurch es una parroquia civil y un pueblo del distrito de Dacorum, en el condado de Hertfordshire (Inglaterra).

## Geografía
Según la Oficina Nacional de Estadística británica, Northchurch tiene una superficie de 15,02 km².

## Demografía
Según el censo de 2001, Northchurch tenía 2661 habitantes (48,18% varones, 51,82% mujeres) y una densidad de población de 177,16 hab/km². El 16,84% eran menores de 16 años, el 70,42% tenían entre 16 y 74, y el 12,74% eran mayores de 74. La media de edad era de 44,27 años. Del total de habitantes con 16 o más años, el 21,1% estaban solteros, el 60,28% casados, y el 18,62% divorciados o viudos.
El 94,44% de los habitantes eran originarios del Reino Unido. El resto de países europeos englobaban al 2,1% de la población, mientras que el 3,46% había nacido en cualquier otro lugar. Según su grupo étnico, el 98,01% eran blancos, el 0,83% mestizos, el 0,79% asiáticos, el 0,26% chinos, y el 0,11% de cualquier otro salvo negros. El cristianismo era profesado por el 78,06%, el budismo por el 0,19%, el hinduismo por el 0,38%, el judaísmo por el 0,41%, el islam por el 0,71%, y cualquier otra religión, salvo el sijismo, por el 0,11%. El 14,31% no eran religiosos y el 5,82% no marcaron ninguna opción en el censo.
Había 1215 hogares con residentes, 23 vacíos, y 3 eran alojamientos vacacionales o segundas residencias.